# Willi Finger-Hain
Willi Finger-Hain, urspr. Willi Finger (* 9. März 1895 in Bromberg; † 10. November 1970 in Hanstedt (Nordheide)), war Oberschullehrer, Schriftsteller und Forscher zum Leben und Werk von Fritz Reuter.

## Wirken
Finger verließ seine westpreußische Heimat nach dem Ersten Weltkrieg und übersiedelte von Thorn nach Demmin in Vorpommern. Hier war er als Mittelschullehrer tätig, nach 1945 als Deutschlehrer an der Erweiterten Immanuel-Kant-Oberschule in Berlin-Lichtenberg. In den 1950er Jahren verließ Finger die DDR und ließ sich in Hamburg nieder.
In seiner Demminer Zeit veröffentlichte Finger zahlreiche Aufsätze in Zeitungen und Zeitschriften (u. a. Demminer Tageblatt, Unser Pommerland) und erarbeitete sich mit heimatkundlicher Forschungstätigkeit den Ruf eines Chronisten des Kreises Demmin und Vorpommerns. Schon früh galt Fingers Hauptinteresse der Reuter-Forschung. Vor und nach 1945 publizierte Finger Reuter-Literatur im Hinstorff Verlag in Rostock (Briefe Fritz Reuters an Fritz Peters, „Herr von Hakensterz und seine Leibeigenen“, „Fritz Reuter: Ein Anekdotenbuch“). Nach Fingers Flucht in den Westen erschienen seine Bücher im Verlag Christian Wolff in Flensburg (Fritz Reuter als Zeichner und Maler, Fritz Reuter in der Weltliteratur). Zeitlebens wusste sich Finger mit seinen Veröffentlichungen dem politischen Zeitgeist anzupassen. Im Stavenhagener Tageblatt veröffentlichte Finger 1942 einen Aufsatz über „Fritz Reuters Ablehnung des Judentums“ und verwies im Vorwort auf seine vorangegangene Veröffentlichung zum selben Thema – „zur Ehrenrettung Fritz Reuters !“ – im Schwarzen Korps, der Reichszeitung der SS. Nach dem Krieg beschrieb Finger Reuter als Vorkämpfer und Wegbereiter der deutschen Demokratie, zunächst im Sinne von Staat und Partei der DDR, nach der Flucht im Sinne des Grundgesetzes der Bundesrepublik Deutschland.
Seinen zweiteiligen Aufsatz über die Ablehnung des Judentums durch Fritz Reuter leitete Finger mit diesem Text ein: Einzig und allein seines "Moses" wegen wurde der niederdeutsche Volksdichter Fritz Reuter gern als juden f r e u n d l i c h  hingestellt. Diese Ansicht konnte ich gründlich widerlegen durch Auffindung des handschriftlichen Originals eines von Fritz Reuter geschriebenen Briefes, der an einen Stavenhagener Schulfreund gerichtet ist und in den wesentlichen Stellen über die Juden ganz anders lautet, als die bisher bekannte Fassung, die uns durch Karl Theodor Gaedertz übermittelt ist. Die Schicksale des vor etwa 80 Jahren geschriebenen Briefes sind nicht nur interessant, sondern sie sind allein schon ein Beitrag zur Judenfrage im  z w e i t e n  Reich. Deshalb konnte ich nichts Besseres tun, als nach Auffindung des genannten Briefes seine Veröffentlichung - allein schon zur Ehrenrettung Fritz Reuters! - im Schwarzen Korps, der Reichszeitung der SS, als dringlich der Welt bekannt zu geben. Ich tue es hier mit ausführlichem Kommentar, damit die Heimat ihren großen Sohn von der Verdächtigung der Judenfreundlichkeit frei spricht.
Mit einem neuen Zungenschlag äußerte sich Finger nach dem Ende des Nationalsozialismus in der Sowjetischen Besatzungszone in der Landes-Zeitung, dem Organ der Sozialistischen Einheitspartei Deutschlands für Mecklenburg, zu Reuter: Ueber Reuters politischen Anteil an der Märzrevolution und dem Jahre 1848 ist bisher wenig bekannt geworden. Das monarchistische und nazistische Regime schwieg mit dem demokratischen Staatsgedanken auch den Dichter und Demokraten Reuter tot. Mit wenigen ablenkenden Sätzen wurde sein politisches Tatleben im "tollen Jahr" (junkerliche Wortprägung!) bewußt ignoriert, selbst in breiten Spezialabhandlungen über den "Politiker und Patrioten". Und nicht nur der Demokrat, weit mehr noch der mit sozialistischen und kommunistischen Ideen Befreundete, der 1847-1850 mit seinem Erstlingsroman "Hakensterz und seine Leibeigenen" revoltierte, ließ die Frage nach der politischen Einstellung Reuters kaum diskutabel erscheinen - oder ihn mit dem politischen terminus technicus "radikal" und "ziemlich radikal" (Reuter-Gedenkbuch 1910) weiterlaufen.
Über Adolf Glaßbrenner schrieb Finger in einer 1952 in der DDR erschienenen Monografie: "Glaßbrenner wurde im monarchistischen Staate wie in der Weimarer Republik und später durch die faschistische Zensur und Diktatur totgeschwiegen. Die kapitalistische Gesellschaft hatte keinen Platz für ihn, den Revolutionär und wahren Demokraten ... Glaßbrenners und seiner Mitkämpfer Ideen haben gesiegt."
Mit einer Einführung von Willi Finger erschien 1954 im Rostocker Hinstorff Verlag Fritz Reuters Frühwerk Herr von Hakensterz und seine Leibeigenen. Darin kommentiert Finger: "Gerade die Kapitel der Tagelöhnerschilderung und ihres Gegenpols, der Junkerclique, hat Reuter mit feuerköpfiger Schärfe geschrieben und sich dadurch zu einem Vorkämpfer lange erwarteter und erhoffter, nun erfüllter Bodenreform gemacht."
1924 erhielt Finger den literarischen Preis des Bundes für Volkstum und Kunst. In seiner Hamburger Zeit war er Mitglied der Vereinigung Quickborn (seit Anfang 1961) und der Fehrs-Gilde.
Beigesetzt wurde Finger-Hain am 13. November 1970 in Goslar.

## Werke (Auswahl)
- Fritz Reuter und Fritz Peters, Erste vollständige Ausgabe der Briefe Reuters an Peters, Mit lebensgeschichtlichen Schilderungen, Wismar: Hinstorff 1935.
- Adolf Glaßbrenner, Ein Vorkämpfer der Demokratie, Berlin: Kongress-Verlag 1952.
- Das Ewige ist stille. Gräber unserer Großen in Berlin, Flensburg: Wolff um 1965.
- Fritz Reuter als Zeichner und Maler, Flensburg: Wolff 1968.
- Fritz Reuter in der Weltliteratur, Band 1 [mehr nicht erschienen], Flensburg: Wolff 1970.